# 1981 en chimie
Cet article présente les faits marquants de l'année 1981 en chimie.

## Évènements
- 13e Olympiades Internationales de Chimie, organisées à Bourgas en Bulgarie du 13 juillet au 23 juillet[1].
- Harold Pinnick découvre l'oxydation de Pinnick[2] à partir des travaux de Lindgren et Kraus. C'est une réaction de chimie organique consistant en une oxydation d'un aldéhyde en l'acide carboxylique correspondant.
- 24 février : synthèse du Bohrium (Bh), élément chimique de numéro atomique 107 au GSI à Darmstadt en Allemagne[3].

## Prix
- Prix Nobel de chimie : Ken'ichi Fukui et Roald Hoffmann pour leurs théories, développée chacune séparément, sur le cours des réactions chimiques[4].
- Prix Wolf de chimie : Joseph Chatt « pour ses contributions pionnières et fondamentales à la chimie de synthèse des métaux de transition, particulièrement les hydrures métalliques et les complexes dinitrogènes »[5].
- Prix Procter & Gamble : Gábor A. Somorjai[6]
- Prix Anselme-Payen : Stanley Rowland[7]
- Médaille Garvan-Olin : Elizabeth Weisburger[8]
- Prix Ernest-Guenther : Samuel J. Danishefsky[9]
- ACS Award in Pure Chemistry : Mark S. Wrighton[10]
- Prix Irving-Langmuir : Willis H. Flygare[11]
- Médaille Priestley : Herbert C. Brown[12],[13]
- Médaille Leverhulme : Stanley Hooker[14]
- Médaille Davy : Ralph Raphael en reconnaissance de ses contributions remarquables en synthèse organique et en particulier de ses applications ingénieuses des intermédiaires acétyléniques[15],[16].
- Grand prix Pierre-Süe : F. Gaume[17]
- Grand prix Achille-Le-Bel : Jean Riess[18]
- Claude S. Hudson Award in Carbohydrate Chemistry : Clinton E. Ballou[19]
- Médaille William-H.-Nichols : Roald Hoffmann[20]

## Décès
- 5 janvier : Harold Clayton Urey (né en 1893), chimiste américain.
- 11 mai : Odd Hassel (né en 1897), chimiste norvégien, prix Nobel de chimie en 1969.
- 22 novembre : Hans Adolf Krebs (né en 1900), médecin et biochimiste allemand naturalisé britannique, prix Nobel de physiologie ou médecine en 1953.
- 26 décembre : Henry Eyring (né en 1901), chimiste théoricien américain.